# Mathias Jeschke
Mathias Jeschke (* 29. August 1963 in Lüneburg) ist ein deutscher Verlagslektor und Schriftsteller.

Mathias Jeschke im April 2025

## Leben und Werk
Jeschke wuchs im Bundeswehrstandort Munster in der Lüneburger Heide auf, ging bis zum Abitur in Soltau zur Schule und studierte Evangelische Theologie an der Georg-August-Universität Göttingen, der Ruprecht-Karls-Universität Heidelberg und schloss sein Studium mit dem Diplom an der Universität Rostock ab.
Seit 1988 erscheinen Gedichte und Beiträge von Mathias Jeschke in Anthologien (u. a. Jahrbuch der Lyrik, zuletzt 2017, 2018, 2019 und 2022), Zeitschriften (u. a. Akzente, allmende, Das Gedicht, Lichtungen, manuskripte, mare, Neue Rundschau, Wespennest), Zeitungen (u. a. Süddeutsche Zeitung) und im Rundfunk (u. a. NDR und WDR). Seit 2005 veröffentlicht er außerdem Literatur für Kinder. Übersetzungen seiner Texte erschienen in Australien, China, Frankreich, Irland, Italien, Japan, Mexiko, in der Schweiz (Rätoromanisch) und in Slowenien.
Seit 1992 ist Jeschke für Verlage tätig. Seit 1999 arbeitet er als Lektor bei der Deutschen Bibelgesellschaft (seit 2010 in Teilzeit). Er betreut dort das Kinder- und Jugendprogramm. Seit 2000 ist er Mitglied in der internationalen Künstlergemeinschaft DAS RAD, in der er von 2010 bis 2021 die Fachgruppe Medien/Literatur leitete. Seit 2002 hält er Reden zur Eröffnung von Kunstausstellungen. Von 2011 bis 2015 war er Dozent für Kreatives Schreiben an der Kinder- und Jugendakademie Stuttgart. Von 2012 bis 2017 war Jeschke zudem Herausgeber der Lyrikpapyri, einer Reihe zeitgenössischer Gedichtbände deutschsprachiger Autorinnen und Autoren, die im Horlemann Verlag erschien, der seine Publikationstätigkeit 2017 einstellte. Und im Jahr 2016 war er Juror beim Lyrikwettbewerb postpoetry. In den Jahren 2002 und 2022 war er für den Lyrikpreis Meran nominiert. 2023 war er mit seiner Übersetzung Konrad Kröterich und die Suche nach der allerschönsten Umarmung für den Deutschen Jugendliteraturpreis nominiert.
Im Januar 2024 wurde ihm in Anerkennung seiner 25 Dienstjahre als Verlagslektor bei der Deutschen Bibelgesellschaft von Generalsekretär Dr. Christoph Rösel das Kronenkreuz in Gold des Diakonischen Werkes verliehen.
Mathias Jeschke lebt in Stuttgart.

## Veröffentlichungen

### Lyrik
- Heuschreckensound of Silence. Haiku und Tanka. (Grafik von Elke Ehninger), Moloko Print, Schönebeck 2025, ISBN 978-3-910431-85-0
- Mauersegler, Pappelrauschen. (Umschlagabbildung von Anne Dubber), phase02, Förderkreis der Schriftsteller:innen in Baden-Württemberg, Heilbronn 2025
- Nehrung, Lapidarium. Geodätische Gedichte. Quintus-Verlag, Berlin 2023, ISBN 978-3-96982-069-8
- Es traten Wälder aus mir heraus. (Grafik von Peter Schlack), Limbus Verlag, Innsbruck und Wien 2022, ISBN 978-3-99039-228-7
- Hollywoodmaschine. Filmgedichte. (Grafik von Gregor Kunz), Moloko Print, Schönebeck 2022, ISBN 978-3-948750-81-7
- Ich bin der Wal deiner Träume. (Grafik von Anija Seedler), Limbus Verlag, Innsbruck und Wien 2019, ISBN 978-3-99039-154-9
- Luftstudien. (Titelgrafik vom Autor), edition offenes feld, Dortmund 2016, ISBN 978-3-7392-3201-0
- Logbuch der Zuversicht. (Grafik von Jan Meyer-Rogge), Carl-Walter Kottnik, Hamburg 2016
- Der Fisch ist mein Messer. edition AZUR, Dresden 2014, ISBN 978-3-942375-08-5
- Zum Sound des Wellenbalgs. Seestücke, Shanties. (Grafik von Bettina Haller, Handsatz von Siegfried Höllrigl), Offizin S., Meran 2013
- Das Gebet der Ziege. (Nachwort von Arne Rautenberg), edition AZUR, Dresden 2010, ISBN 978-3-942375-00-9
- Schippermannsrausch. (Grafik und Handsatz von Birgit Reichert), Sonnenberg-Presse, Chemnitz 2010
- Boot und Tier. (Titelgrafik von Peter Schlack), Rimbaud Verlag, Aachen 2007, ISBN 978-3-89086-559-1
- Der Graureiher. (Grafik von Peter Schlack, Handsatz von Peter Mährle), Edition M25, Winnenden 2006
- Windland. (Titelgrafik von Karl Bohrmann), Alkyon Verlag, Weissach im Tal 1999, ISBN 3-933292-13-1

### Lyrik für Kinder
- Drachen machen Sachen. Illustrationen von Artur Bodenstein. Tyrolia Verlag, Innsbruck 2025, ISBN 978-3-7022-4277-0
- Plinkermaus und Zwirbelschnecke. Vierzig vierzeilige Viechereien. Illustrationen von Mathias Weber. Vermes-Verlag, Tulln 2024, ISBN 978-3-903300-94-1
- Knackwurst und Rakete. Gedichte für Kinder und alle, die es werden wollen. Illustrationen von Maja Bohn. Fischer Sauerländer, Frankfurt am Main 2021, ISBN 978-3-7373-5711-1
- Mein ungezogner Opa. Illustrationen von Sabine Kranz. Fischer Sauerländer, Frankfurt am Main 2020, ISBN 978-3-7373-5667-1
- Wie das Wiesel dem Riesen den Marsch blies. Gedichte für neugierige Kinder. Illustrationen von Jens Rassmus. Boje Verlag, Köln 2010, ISBN 978-3-414-82248-2

### Prosa für Kinder
- Das Kamel Leon. Illustrationen von Mathias Weber. Vermes-Verlag, Tulln 2025, ISBN 978-3-903553-08-8
- Was meine Eltern von mir lernen können. Illustrationen von Maja Bohn. Hinstorff Verlag, Rostock 2015, ISBN 978-3-356-01995-7
- Der Wechstabenverbuchsler im Zoo. Illustrationen von Karsten Teich. Boje Verlag, Köln 2013, ISBN 978-3-414-82355-7, auch im MIDI-Format, Boje Verlag, Köln 2021, ISBN 978-3-414-82599-5
- Ein Mann, der weint. Illustrationen von Wiebke Oeser. Hinstorff Verlag, Rostock 2011, ISBN 978-3-356-01414-3[3][4]
- Der Wechstabenverbuchsler. Illustrationen von Karsten Teich. Boje Verlag, Köln 2010, ISBN 978-3-414-82234-5, auch in der Reihe Minimax im Verlag Beltz & Gelberg, Weinheim 2015, ISBN 978-3-407-76137-8 und auch im MIDI-Format, Boje Verlag, Köln 2021, ISBN 978-3-414-82598-8
- Flaschenpost. Illustrationen von Katja Gehrmann. Hinstorff Verlag, Rostock 2009, ISBN 978-3-356-01295-8[5]
- Peter Pumm sucht einen Freund. Illustrationen von Eva Muggenthaler. Boje Verlag, Köln 2007, ISBN 978-3-414-82048-8
- Die Geschichte vom Lastkran, der eine Schiffssirene sein wollte. Illustrationen von Katja Gehrmann. Niederösterreichisches Pressehaus, St. Pölten 2005, danach Residenz Verlag, jetzt G&G Verlag, Wien, ISBN 978-3-85326-294-8[6]

### Übersetzungen aus dem Englischen
- Martin Handford, Wo ist Walter? Ab ins Wasser. Illustrationen vom Autor. Fischer Sauerländer, Frankfurt am Main 2025, ISBN 978-3-7373-7446-0
- Larissa Theule, Herr Kafka und die verlorene Puppe. Illustrationen von Rebecca Green. Fischer Sauerländer, Frankfurt am Main 2024, ISBN 978-3-7373-6215-3[7]
- Louise Fitzgerald, Die allerkürzeste Gutenachtgeschichte der Welt. Illustrationen von Kate Hindley. Fischer Sauerländer, Frankfurt am Main 2024, ISBN 978-3-7373-7246-6
- Kate DePalma, Fröhliche Weihnachten in aller Welt. Illustrationen von Sophie Fatus. Deutsche Bibelgesellschaft, Stuttgart 2023, ISBN 978-3-438-04768-7
- Oren Lavie, Konrad Kröterich und die Suche nach der allerschönsten Umarmung. Illustrationen von Anke Kuhl. Fischer Sauerländer, Frankfurt am Main 2022, ISBN 978-3-7373-5686-2[8][9]
- Rachel Rooney, Angst haben macht doch nix. Illustrationen von Zehra Hicks. Fischer Sauerländer, Frankfurt am Main 2022, ISBN 978-3-7373-5950-4
- Tracey Turner, Das ist unsere Welt. Von Alaska bis zum Amazonas. 20 Kinder zeigen, wie sie leben. Illustrationen von Åsa Gilland. Fischer Sauerländer, Frankfurt am Main 2022, ISBN 978-3-7373-5889-7
- Kathryn Cristaldi, Ich lieb dich, bis die Kühe fliegen. Illustrationen von Kristyna Litten. mixtvision, München 2020, ISBN 978-3-95854-152-8
- Judith Kerr, Meine Katze Katinka. Illustrationen von der Autorin. Fischer Sauerländer, Frankfurt am Main 2018, ISBN 978-3-7373-5577-3
- Susie Poole, Helles Licht in stiller Nacht. Illustrationen von der Autorin. Deutsche Bibelgesellschaft, Stuttgart 2002, ISBN 3-438-04149-9

### Nacherzählungen und Nachdichtungen
- Wie lieb du mich hast. Die Psalmen. Illustrationen von Mathias Weber. Deutsche Bibelgesellschaft, Stuttgart 2023, ISBN 978-3-438-04519-5
- Gott macht alles neu. Illustrationen von Kees de Kort. Deutsche Bibelgesellschaft, Stuttgart 2016, ISBN 978-3-438-04721-2
- Die Bibel für die Allerkleinsten. Illustrationen von Rüdiger Pfeffer. Deutsche Bibelgesellschaft, Stuttgart 2006, ISBN 3-438-04678-4
- Komm, lass uns feiern. Die Bibel für Kinder mit Fragen zum Leben. Illustrationen von Rüdiger Pfeffer. Deutsche Bibelgesellschaft, Stuttgart 2006, ISBN 3-438-04017-4
- Ein Stern in der Heiligen Nacht. Illustrationen von Giuliano Ferri. Deutsche Bibelgesellschaft, Stuttgart 2003, ISBN 3-438-04043-3
- Daniel in der Löwengrube. Illustrationen von Giuliano Ferri. Deutsche Bibelgesellschaft, Stuttgart 2003, ISBN 3-438-04042-5
- Himmlische Boten. Engel der Bibel. Illustrationen von Giuliano Ferri. Deutsche Bibelgesellschaft, Stuttgart 2003, ISBN 3-438-04041-7
- Noahs Arche. Illustrationen von Anne Wilson. Deutsche Bibelgesellschaft, Stuttgart 2003, ISBN 3-438-04035-2
- Kommt herbei! Tiergeschichten aus der Bibel. Illustrationen von Jackie Morris. Deutsche Bibelgesellschaft, Stuttgart 2002, ISBN 3-438-04032-8
- Seht mal her! Jesus wirkt Wunder. Illustrationen von Jackie Morris. Deutsche Bibelgesellschaft, Stuttgart 2002, ISBN 3-438-04031-X
- Hört mal her! Jesus erzählt Gleichnisse. Illustrationen von Jackie Morris. Deutsche Bibelgesellschaft, Stuttgart 2002, ISBN 3-438-04030-1

## Auszeichnungen
- 2024: Stipendium des Förderkreises der Schriftsteller:innen in Baden-Württemberg
- 2024: Die besten 7 (Herr Kafka und die verlorene Puppe)
- 2024: Kronenkreuz in Gold durch das Diakonische Werk der EKD
- 2023: Nominiert für den Deutschen Jugendliteraturpreis (Konrad Kröterich und die Suche nach der allerschönsten Umarmung)
- 2021: Artist in residence Niederösterreich in Krems an der Donau
- 2021: Stipendium des kunstfonds der Bürgerstiftung Stuttgart
- 2021: Stipendium der Künstlergemeinschaft DAS RAD.
- 2018: Die besten 7 (Ein Nilpferd steckt im Leuchtturm fest)
- 2017: Stipendium des Förderkreises deutscher Schriftsteller in Baden-Württemberg
- 2015: Die besten 7 (Was meine Eltern von mir lernen können)
- 2015: Aufenthaltsstipendium im Brecht-Haus in Svendborg/Dänemark
- 2012: Stipendium des Förderkreises deutscher Schriftsteller in Baden-Württemberg
- 2011: Insel-Moment-Stipendium auf der Lotseninsel Schleimünde
- 2011: Die besten 7 (Wie das Wiesel dem Riesen den Marsch blies)
- 2008: Stipendium des Förderkreises deutscher Schriftsteller in Baden-Württemberg
- 2008: White Ravens (Peter Pumm sucht einen Freund)
- 2007: Stipendium des Förderkreises deutscher Schriftsteller in Baden-Württemberg
- 2005: Die besten 7 (Die Geschichte vom Lastkran, der eine Schiffssirene sein wollte)
- 2002: Würth-Literatur-Preis, überreicht durch Peter Rühmkorf
- 1998: Stipendium des Landes Mecklenburg-Vorpommern